# میان‌شهر
میان شهر (فسا)، شهری از توابع بخش شیبکوه شهرستان فسا در استان فارس ایران است.
اگر میانشهری هستی منو دمبال کن. 
https://instagram.com/hossein_zahedshahr

## موقعیت جغرافیایی
این شهر در ۳۰ کیلومتری جنوب شهر فسا واقع است ،که جزء بخش شیب‌کوه‌است. شیب‌کوه یکی از بخش‌های چهارگانه شهرستان فساست. شغل اکثر مردم کشاورزی و دامداری می باشد. از صنایع میانشهر می‌توان به کوره‌های آجرپزی نام برد. عمده محصولات این شهر خرما، خربزه، گندم، ذرت و پنبه می‌باشد. از تفرج گاه های شهر میانشر می‌توان تپه قلات و جنگل مصنوعی کوثر نام برد.

## رتبه در استان
بخش شیبکوه ششمین بخش پرجمعیت  استان فارس می باشد.
لیست ۱۰ بخش پرجمعیت استان فارس که در آینده شهرستان خواهند شد.
| ردیف | بخش                 | شهرستان   | جمعیت سال ۱۳۹۵ |
| ---- | ------------------- | --------- | -------------- |
| ۱    | بخش درودزن          | مرودشت    | ۳۷٬۸۲۶         |
| ۲    | بخش جره و بالاده    | کازرون    | ۳۵٬۵۲۴         |
| ۳    | بخش سیدان           | مرودشت    | ۳۲٬۸۵۰         |
| ۴    | بخش ششده و قره بلاغ | فسا       | ۳۰۷۰۲          |
| ۵    | بخش جنت             | داراب     | ۲۹٬۸۵۲         |
| ۶    | بخش شیبکوه (فسا)    | فسا       | ۲۶٬۹۱۹         |
| ۷    | بخش جویم            | لارستان   | ۲۵٬۰۸۱         |
| ۸    | بخش میمند           | فیروزآباد | ۲۴٬۸۸۵         |
| ۹    | بخش ارژن            | شیراز     | ۲۳٬۴۶۱         |
| ۱۰   | بخش فورگ            | داراب     | ۲۲٬۱۳۸         |

هم اکنون جمعیت بخش شیبکوه  از شهرستان زیر بیشتر است
| ردیف | شهرستان | مرکز   | جمعیت سال ۱۳۹۵ |
| ---- | ------- | ------ | -------------- |
| ۱    | سرچهان  | کره ای | ۲۳٬۱۲۹         |

## جمعیت
این شهر در دهستان میانده قرار دارد و براساس سرشماری مرکز آمار ایران در سال ۱۳۹۰، جمعیت آن ۵٬۴۹۵ تن (۱٬۴۷۳خانوار) بوده‌است. در سرشماری سال ۱۳۹۵ جمعیت این شهر به ۵،۹۱۲ تن افزایش یافت..